# Butler (Missouri)
Butler és una població dels Estats Units a l'estat de Missouri. Segons el cens del 2000 tenia 4.209 habitants.

## Demografia
Segons el cens del 2000, Butler tenia 4.209 habitants, 1.723 habitatges, i 1.047 famílies. La densitat de població era de 421 habitants per km².
Dels 1.723 habitatges en un 29,2% hi vivien nens de menys de 18 anys, en un 46,3% hi vivien parelles casades, en un 10,4% dones solteres, i en un 39,2% no eren unitats familiars. En el 35,2% dels habitatges hi vivien persones soles el 21,1% de les quals corresponia a persones de 65 anys o més que vivien soles. El nombre mitjà de persones vivint en cada habitatge era de 2,32 i el nombre mitjà de persones que vivien en cada família era de 2,97.
Per edats la població es repartia de la següent manera: un 25% tenia menys de 18 anys, un 8,8% entre 18 i 24, un 23,4% entre 25 i 44, un 19,1% de 45 a 60 i un 23,7% 65 anys o més.
L'edat mediana era de 39 anys. Per cada 100 dones de 18 o més anys hi havia 77,3 homes.
La renda mediana per habitatge era de 25.531 $ i la renda mediana per família de 31.596 $. Els homes tenien una renda mediana de 27.917 $ mentre que les dones 18.523 $. La renda per capita de la població era de 15.237 $. Entorn del 15,4% de les famílies i el 19,4% de la població estaven per davall del llindar de pobresa.

## Poblacions més properes
El següent diagrama mostra les poblacions més properes.